# Палецкис, Юстас Игнович
Ю́стас Игнович Пале́цкис (лит. Justas Paleckis; 10 [22] января 1899 года, Тельшяй, Литва, — 26 января 1980 года, Вильнюс, Литовская ССР, СССР) — литовский журналист, поэт, писатель; советский государственный и общественный деятель.

## Биография
Родился в семье кузнеца. С 1915 года — рабочий, затем служащий, работал в типографии, с 1922 года — учитель в Риге, где жил до середины 1926 года. Сотрудничал в либеральных и левых периодических изданиях Литвы. В 1924—1926 годах был председателем Общества литовцев Латвии „Rūta“. Был учредителем и редактором литовского иллюстрированного журнала „Naujas žodis“, выходившего в Риге в 1925—1926 годах.
Переехав в Каунас, сблизился с деятелями Литовского народно-крестьянского союза и Союза молодёжи Литвы. В 1926 году после победы на выборах в Сейм ляудиников и социал-демократов как член партии ляудининков был назначен директором литовского телеграфного агентства «Эльта».
После военного переворота, состоявшегося в декабре 1926 года, в мае 1927 год был уволен из «Эльты». Учился в каунасском Литовском университете (1926—1928), работал журналистом. Сотрудничал в различных изданиях, до 1929 года издавал и редактировал журнал „Naujas žodis“ в Каунасе, в 1933—1936 годах был редактором и фактически издателем журнала „Laiko žodis“, в 1936—1937 годах — редактор одноимённой газеты.
Втянулся в деятельность оппозиции к правящему режиму. В 1931 году установил связи с подпольной компартией Литвы. В 1933 году посетил СССР. В 1937 был избран членом Антифашистского комитета Каунаса. С осени 1939 года пропагандировал идею Литовской народной республики. Во время официальных торжеств в связи с возвращением Вильнюса и Вильнюсского края Литве 11 октября 1939 года открыто требовал отставки президента Антанаса Сметоны. Был арестован и заключён в лагерь принудительных работ в Димитравасе, затем выслан в Латвию.

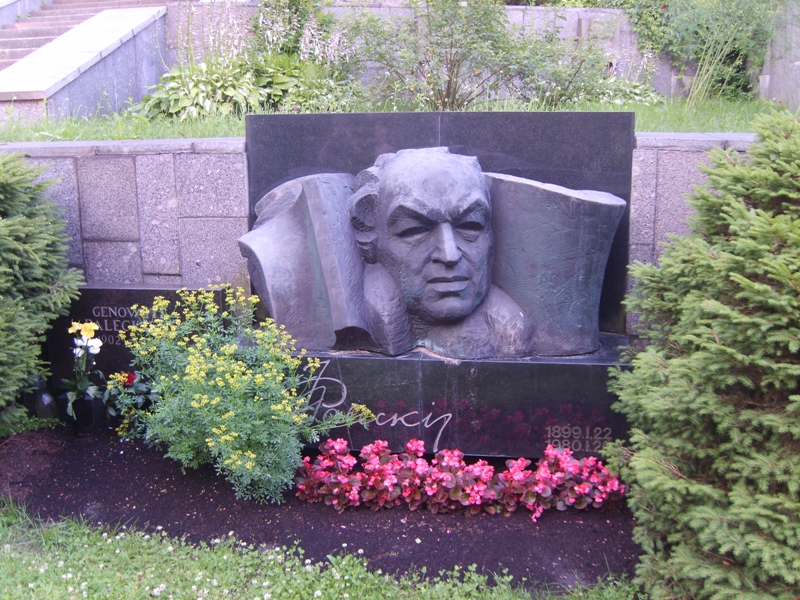
Могила Палецкиса на Антакальнисском кладбище

После ввода советских войск в Литву 15 июня 1940 года по требованию советских властей был назначен Антанасом Меркисом председателем Народного правительства с 17 июня до 24 июня, вступил в компартию. После выборов в Народный Сейм, провозгласивший образование Литовской ССР, с августа 1940 года по апрель 1967 года — Председатель Президиума Верховного Совета Литовской ССР. С началом агрессии нацистской Германии против Советского Союза был эвакуирован. В 1941—1966 годах — заместитель Председателя Президиума Верховного Совета СССР. С 1955 года — представитель в Совете Межпарламентского союза, в 1966—1970 годах — первый заместитель председателя Парламентской группы СССР.
Делегат XIX, XX, XXI, XXII, XXIII съездов КПСС. Кандидат в члены ЦК КПСС (1952—1971). В 1940—1966 годах — член ЦК и Бюро ЦК КП Литвы. Депутат Верховного Совета СССР созывов с 1-го по 8-й. В 1966—1970 годах — Председатель Совета Национальностей Верховного Совета СССР. С 1970 года — персональный пенсионер.
Умер в Вильнюсе. Похоронен на Антакальнисском кладбище.

## Семья
Жена Геновайте Палецкене. Пятеро детей — сыновья Вильнюс Палецкис (1925—1943), Юстас Палецкис (род. 1942), дочери Сигита (1928—1986), Герута, Вита. Десять внуков (в т.ч. Альгирдас Палецкис).

## Литературная деятельность
Печатался с 1919 года. Автор многих сборников стихов, очерков, рассказов, воспоминаний, документального романа «Последний царь» (1937—1938), переводов произведений латышских писателей на литовский язык, публицистических книг и брошюр. Произведения переводились на немецкий, польский, русский, украинский языки.

## Награды и звания
- Герой Социалистического Труда (22.01.1969)
- 6 орденов Ленина (08.04.1947; 21.01.1949; 20.07.1950; 05.04.1958; 01.10.1965; 22.01.1969)
- орден Октябрьской Революции (19.01.1979)
- орден Отечественной войны 1-й степени (02.07.1945)
- орден Дружбы народов (21.01.1974)
- медаль «За трудовую доблесть» (25.12.1959)
- другие медали

## Сочинения

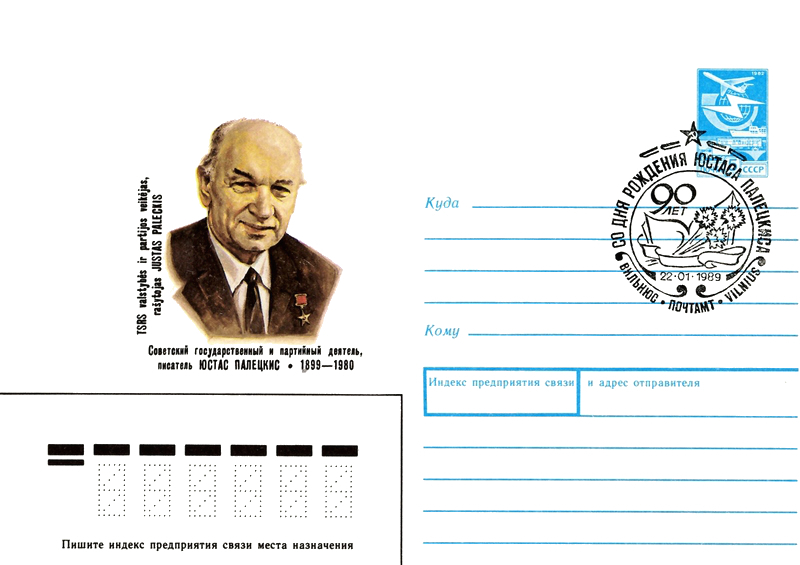
Посвящённый Юстасу Палецкису художественный маркированный конверт СССР 1988 года

- Dienų nelaisvėj. Eilėraščiai ir vertimai. Kaunas, 1932.
- Paskutinis caras. Beletristine istorija. T. 1—3, Kaunas, 1937—1938
- Latvija. Kaunas, 1938.
- Gyvenimo vardu. Vilnius, 1961.
- Žingsniai smėly. 1926 metai. Vilnius. 1968.
- Kelionių knyga. Vilnius, 1969.
- Tūkstantis žingsnelių (Eilėraščiai). Vilnius, 1970.
- Советская Литва. Историко-географический очерк, Москва, 1949.
- Возрождение. Стихи. Москва, 1958.
- Здравствуй, Советская Литва! Стихи. Вильнюс, 1960.
- На жизненном пути. Стихи. Москва, 1969.
- Жизнь начинается. Воспоминания, рассказы, очерки. Москва, 1970.
- В двух мирах. Москва, 1974.
- Книга путешествий. Москва, 1975.